# İnsanlık Suçu
İnsanlık Suçu è un serial televisivo drammatico turco composto da 8 puntate, trasmesso su Kanal D dal 31 marzo al 19 maggio 2018, con protagonisti Kaan Yıldırım, Gizem Karaca, Melike İpek Yalova, Laçin Ceylan, Deniz Uğur, Serkay Tütüncü e Ahmet Mümtaz Taylan.

## Trama
Cemal Gökdemir è un uomo che vive ad Adana con la sua famiglia e lavora come cameriere in un ristorante. Sfortunatamente, suo padre si è ammalato per mancanza di medicine e prima di morire gli rivela che a Istanbul vivono dei parenti ricchi. Dopo qualche giorno, Cemal decide di accettare l'offerta di lavoro dello zio, così lui e sua madre, Hülya, si trasferiscono in un quartiere di Istanbul, dove incontra Cevher Akışık, che lavora anche lei nell'azienda di famiglia e che rimane attratta da lui. Cemal attraversa molteplici situazioni, entra a far parte della famiglia di Gökdemir, affronta sua madre e si ritrova a fare i conti con i suoi sentimenti che prova nei confronti di Suna Değirmenci, la fidanzata di Gökhan.

## Episodi
| Stagione       | Episodi | Prima TV Turchia | Prima TV Italia |
| -------------- | ------- | ---------------- | --------------- |
| Prima stagione | 8       | 2018             | inedita         |

### Prima stagione (2018)
| n° | Titolo originale | Prima TV Turchia |
| -- | ---------------- | ---------------- |
| 1  | 1. Bölüm         | 31 marzo 2018    |
| 2  | 2. Bölüm         | 7 aprile 2018    |
| 3  | 3. Bölüm         | 14 aprile 2018   |
| 4  | 4. Bölüm         | 21 aprile 2018   |
| 5  | 5. Bölüm         | 28 aprile 2018   |
| 6  | 6. Bölüm         | 5 maggio 2018    |
| 7  | 7. Bölüm         | 12 maggio 2018   |
| 8  | 8. Bölüm         | 19 maggio 2018   |

## Personaggi e interpreti
- Cemal Gökdemir, interpretato da Kaan Yıldırım.
- Suna Değirmenci, interpretata da Gizem Karaca.
- Cevher Akışık, interpretata da Melike İpek Yalova.
- Hülya Gökdemir, interpretata da Laçin Ceylan.
- Emel Gökdemir, interpretata da Deniz Uğur.
- Gökhan Gökdemir, interpretato da Serkay Tütüncü.
- Sami Gökdemir, interpretato da Ahmet Mümtaz Taylan.
- Gül, interpretata da Müşerref Göksever.
- İbrahim, interpretato da Oğuz Öztekin.
- Neslihan, interpretata da Ayşe Akın.
- Esra Gökdemir, interpretata da Cansu Dağdelen.
- Cavidan, interpretato da Funda Ilhan.
- Sabri, interpretato da Cem Zeynel Kılıç.
- Bekçi, interpretato da Gökhan Mete.
- Selim Durak, interpretato da Cankat Aydos.

## Produzione
La serie è diretta da Reyhan Peker e Ozan Uzunoğlu, scritta da Can Sinan, Vilmer Özçınar e Nalan Merter Savaş e prodotta da Pastel Film.

### Riprese
Le riprese sono state effettuate prima ad Adana e in seguito sono state spostate a Istanbul.

## Promozione
L'esordio della serie, previsto per il 31 marzo 2018, è stato annunciato il 21 marzo dalla società di produzione Pastel Film. I primi promo della serie sono stati rilasciati a inizio febbraio 2018.